# Jean-Paul Vignon
Pour les articles homonymes, voir Vignon.
Jean-Paul Vignon, nom de scène puis nouveau nom légal de Paul Soulier, né le 30 janvier 1935 à Dire Dawa (Éthiopie) et mort le 22 mars 2024 à Beverly Hills (États-Unis),, est un acteur, chanteur, parolier, adaptateur audiovisuel, entrepreneur et militant franco-américain. Il débute en 1954 en tant que chanteur de cabaret à Paris et obtient des rôles principaux dans les films Les Promesses dangereuses et Asphalte tout en continuant à se produire sur scène.
Sa carrière battant de l'aile, il quitte la France pour les États-Unis en 1963. Il y effectue le reste de sa carrière qu'il redirige peu à peu principalement vers la comédie, notamment vers le doublage et la voix off aussi bien en français qu'en anglais.

## Biographie

### Origines et carrière française
Jean-Paul Vignon naît de l'union d'un père français employé du chemin de fer franco-éthiopien (CFE) et d'une mère italienne et grandit à Djibouti,. Lors de la Seconde Guerre mondiale, les femmes et enfants français habitant la colonie sont mis à l'abri à Beyrouth. Jean-Paul Vignon et sa mère y restent jusqu'en 1943. Il y fréquente le cinéma où il voit de nombreux films américains.
Rentré à Djibouti, il poursuit sa scolarité jusqu'au certificat d'études. Il continue à regarder des films américains et rêve de devenir une star de cinéma. Il écoute également beaucoup les chansons de Charles Trenet et commence à les chanter. Sous le pseudonyme de « Popaul », il se produit pour la première fois sur scène à l'âge de huit ans pour chanter Le Grand Café de Charles Trenet à l'occasion du bal annuel de la Croix-Rouge de la colonie.
En 1946, ses parents l'envoient poursuivre ses études en France au lycée Saint-Joseph d'Avignon. Il adoptera le pseudonyme et futur patronyme « Vignon » en référence à la ville. Il obtient son baccalauréat en 1953 et, au cours de la dernière nuit qu'il doit passer à l'internat du lycée, il fait le mur pour participer à un concours de chant organisé par Radio Monte-Carlo. Il se qualifie pour la finale qui a lieu à Marseille. Il y chante pour la première fois devant un large public mais il ne remporte pas le concours.
Il entame des études de médecine à l'université d'Aix-Marseille qui ne lui plaisent pas. En parallèle, il chante dans un bar nommé Chez Maurice près du Vieux-Port contre des consommations. Il n'obtient pas son année de médecine et part étudier le droit à la Sorbonne qu'il abandonne après seulement un jour pour devenir chanteur. Il trouve un emploi de serveur au YMCA de Paris et prend des cours de comédie auprès de Raymond Girard qui lui permettent de perdre son accent du Sud. Il se fait engager dans un premier cabaret, Chez André Pasdoc, puis à l'Échelle de Jacob où il est engagé sur les conseils de Jacques Brel qui a assisté à son audition. Inspiré par la Lune qu'il voit chaque nuit par la fenêtre de son petit appartement, il écrit sa première chanson : Madame la Lune. Il écrira des chansons y compris pour d'autres interprètes jusqu'à ce qu'il quitte la France.
Au cours d'un contrat au cabaret Le Sully de Montmartre, il est repéré par Jean Gourguet qui lui propose d'auditionner pour un film, Les Promesses dangereuses, qu'il va réaliser. Il obtient le rôle principal et le film sort en septembre 1956. Sa situation financière et artistique s'améliore : il est engagé par la maison de disques Vogue et enregistre ses premiers disques en 1957, tandis qu'il commence à faire des apparitions à la télévision. En 1958, il obtient un des rôles principaux du film Asphalte qui sort en 1959. Durant l'été de cette même année, il fait partie de l'équipe représentant la France à la Coupe d'Europe du tour de chant qui remporte la compétition.
Appelé pour le service militaire qui doit l'envoyer combattre en Algérie, il passe quatre mois à Constance en Allemagne pour y suivre un entraînement. Pour échapper aux brimades de ses supérieurs et aux combats, il feint la folie et est interné à l'Hôpital du Val-de-Grâce pendant treize mois. Libéré de ses obligations militaires, il réalise que sa petite notoriété n'est quasiment plus et que le rock 'n' roll est le genre musical désormais en vogue. Devant les difficultés qu'il rencontre pour trouver du travail, il songe sérieusement à mettre fin à sa carrière.
Lorsque que se présente l'opportunité d'être chanteur sur le paquebot Liberté pour son dernier voyage aller-retour pour New York, il l'accepte sans conviction. Il y est cependant repéré par un couple d'Américains qui l'encouragent à tenter sa chance aux États-Unis. Ils lui laissent leurs coordonnées s'il désire un jour bénéficier de leur aide pour débuter à New York. Un jour où il retombe sur leurs coordonnées, il reprend contact avec le couple qui consent toujours à l'aider. Il prend la décision de quitter la France. Il atterrit à New York le 29 janvier 1963.

### Carrière américaine
Quelques mois après son arrivée, il obtient une audition au cabaret the Blue Angel (en) par l'entremise du couple d'Américains et parvient à s'y faire engager. Pour le lancer, les auteurs Lyn Duddy et Jerry Bresler lui écrivent plusieurs chansons et confient à la presse qu'ils lui prédisent un grand avenir. Il se produit dans cette salle notamment en tant que première partie de Woody Allen. Il fait sa première apparition à la télévision américaine dans le Tonight Show de Johnny Carson le 24 juin et la presse lui réserve un accueil bienveillant,.
Le 18 février 1964, il chante dans le Red Skelton Show. Il obtient ensuite une audition pour apparaître dans le Ed Sullivan Show qui s'avère concluante. Il s'y produit pour la première fois le 24 mai 1964, et y apparaîtra huit fois au total,. Cette même année, il enregistre ses premiers disques américains dont son unique album, Because I Love You, qui sort le 21 décembre. Les critiques à son égard sont mitigées,,,,, et ses disques ne se seront pas vendus autant qu'il l'espérait. Pour assurer la promotion de son album, il effectue dans la foulée une tournée aux États-Unis et au Québec,. L'année 1965 le voit devenir un invité régulier du Merv Griffin Show (en) et il fait ses débuts d'acteur en Amérique en apparaissant dans un épisode de la sitcom The Patty Duke Show (en),. Parfois comparé à Maurice Chevalier,,, il est très touché d'apprendre que celui-ci l'a encensé lors d'une interview qu'il a donnée à la radio américaine. Après lui avoir écrit pour le remercier, tous deux commencent à entretenir une correspondance.
En 1966, il poursuit sa carrière musicale. Il est notamment le roi du carnaval d'hiver de Saranac Lake cette année-là. Le 30 avril, il épouse l'actrice Brigid Bazlen. Sur l'insistance de Maurice Chevalier, il est inclus à la programmation du April in Paris Ball (en), un bal caritatif annuel qui a lieu en fin d'année. L'année 1967 marque ses premiers pas au cinéma outre-Atlantique : il obtient le rôle du soldat Henri Laurent dans le film La Brigade du diable qui sort l'année suivante. Il devient père d'une fille, Marguerite, née pendant le tournage. Durant l'année, il se produit notamment dans des hôtels de la chaîne Sheraton aussi bien dans l'état de New York qu'à Porto Rico,. Il est aussi l'invité du concours Miss Univers 1967 et d'émissions de télévision. Soucieux d'offrir un meilleur cadre de vie à sa famille et désireux d'entamer une carrière simultanée d'acteur et de chanteur, il déménage à Los Angeles,. Sa femme et lui se séparent rapidement. Ils divorcent en 1969,.
Dans les premières années de sa vie en Californie, il chante dans des clubs,, quelques fois sur des navires de croisière et à la télévision,,,,. Il n'obtient pas de rôles à l'écran mais quelques contrats pour des missions de doublage d'ambiances dans les versions originales des films Sierra torride et Le Mans. Le succès aussi bien dans la musique que la comédie n'est pas au rendez-vous.
En 1973, il est choisi pour présenter une nouvelle émission de télévision canadienne, The Sensuous Man, dont la diffusion commence le premier octobre. Dans ce programme qui s'adresse avant tout aux femmes, Jean-Paul Vignon aborde des sujets du quotidien comme la mode, la cuisine, les soins corporels, les relations amoureuses et les arts dans une ambiance sensuelle non dépourvue de second-degré, et prend des bains à la fin de chaque numéro dans des substances diverses. L'émission, relativement osée, est annulée suite au renvoi du producteur de la Paramount Pictures derrière le projet,,. Jean-Paul Vignon devient cette même année la première personnalité masculine à poser intégralement nue sans censure dans le numéro du mois de décembre Playgirl,.
En 1974, il écrit une adaptation de la chanson Sì chantée par Gigliola Cinquetti au Concours Eurovision de la chanson 1974 qu'il intitule You. Elle est conçue pour être chantée en duo avec des paroles en français et des paroles anglaises qui en sont la traduction. Il propose à Farrah Fawcett de chanter la partie anglaise s'il a l'opportunité d'enregistrer la chanson, ce qu'elle accepte. Remarqué par un producteur au terme d'une représentation sur la scène du Plaza Hotel de New York, celui-ci finance l'enregistrement du duo ainsi que d'une face B, Let Me Get to Know You, chantée par Jean-Paul Vignon seulement,. Des considérations contractuelles empêchent la sortie immédiate du disque qui ne sort qu'à l'été 1977,. You rencontre un certain succès commercial qui permet à Jean-Paul Vignon d'effectuer une tournée dans les clubs américains.
Ses apparitions sur scène se raréfient au fil des années du fait de la désuétude des cabarets, des clubs et des émissions de variétés comme celles qui l'ont fait connaître et ses opportunités au cinéma et à la télévision sont presque inexistantes. Ces difficultés le poussent à occuper des emplois alimentaires comme celui de comptable et chargé des relations publiques du restaurateur Patrick Terrail, et il cesse de chanter en 1980.
Dans les années 1980, il commence à obtenir davantage de rôles à la télévision mais il se voit surtout proposer ses premiers véritables rôles de doublage dans une niche spécifique : celle du doublage en français de films américains diffusés dans les avions dans lesquels les passagers ont la possibilité de choisir leur langue de visionnage. Parce qu'il est amené à réécrire le texte mal traduit et mal synchronisé des premiers rôles qui lui sont proposés, il finit par être employé à la fois comme doubleur et adaptateur. La demande en doublages français est suffisamment forte pour qu'il décide de fonder sa propre société en 1989, Côte d'Azur Productions. Elle réalise le doublage français de films diffusés dans les avions et plus tard également celui de films dont le DVD est vendu aux États-Unis. Cette nouvelle occupation associée à celle d'acteur et de doubleur lui permettent d'avoir beaucoup de travail,.
Encouragé par le regain d'intérêt du public pour des chanteurs comme Tony Bennett, il remonte sur scène en 1993, et il continuera à chanter sporadiquement dans des clubs de la région de Los Angeles jusque dans les années 2010,. La comédie reste cependant son activité principale, aussi bien à l'écran que dans les studios d'enregistrement. Il prête notamment sa voix, pour du doublage ou de la voix off, à la version française de plusieurs jeux vidéo dans les années 1990 et à la version originale de films comme Shrek et 500 jours ensemble. Il publie ses mémoires en 2018. En 2019, il fait légalement changer son nom pour s'appeler officiellement Jean-Paul Vignon.
Il décède d'un cancer du foie le 22 mars 2024 à Beverly Hills.

## Militantisme

### Co-fondateur et président de laHollywood Association of French Actors(HAFA)
Face aux mauvaises conditions de travail et de rémunération rencontrées par beaucoup d'acteurs français et d'origine française expatriés à Hollywood, Jean-Paul Vignon et d'autres acteurs se fédèrent, d'abord pour refuser tout salaire inférieur au salaire minimum requis par la SAG-AFTRA. Ils sont en outre frustrés par le recours à des acteurs incarnant des personnages diégétiquement français mais qui parlent un français inintelligible. Le film de Rob Reiner Le Président et Miss Wade sorti en 1995 dans lequel l'acteur incarnant le président de la République française est incompréhensible lorsqu'il parle français agit comme un catalyseur : Jean-Paul Vignon et d'autres acteurs français publient dans le Daily Variety une lettre ouverte au réalisateur déplorant cette situation. La lettre est signée de la Hollywood Association of French Actors.
L'association estime que les acteurs français implantés à Hollywood sont trop rarement sollicités pour passer des auditions pour des rôles de personnages francophones et milite pour qu'ils le soient davantage. Cela se traduit notamment par la promotion du vivier local de comédiens français auprès d'agences de casting.
Jean-Paul Vignon préside l'association pendant de nombreuses années.

## Vie privée
Il se marie le 30 avril 1966 à l'église Saint-Vincent-Ferrier de New York (en) avec l'actrice Brigid Bazlen. Ils ont une fille, Marguerite,,. Ils divorcent en 1969,.
Jean-Paul Vignon est père d'une autre fille, Lucy Brank, née d'une liaison passagère avec une femme rencontrée en tournée.
Il obtient la nationalité américaine en 1969.

## Filmographie

### Cinéma

#### Longs métrages
- 1956 : Les Promesses dangereuses : Philippe Marcillac
- 1959 : Asphalte : Michel, le taxi
- 1968 : La Brigade du diable : le soldat Henri Laurent
- 1988 : Le Dindon de la farce : le maître d'hôtel
- 1989 : Race for Glory (en) : le présentateur français
- 1995 : Un alibi parfait : Ledoux
- 2000 : Mach 2 (en) : André
- 2003 : Bill the Intern : Jean-Pierre

#### Courts métrages
- 2001 : Monsieur Beauregard : monsieur Beauregard
- 2011 : Le jeu des soldats : le grand-père

### Télévision

#### Séries télévisées
- 1957 : Azouk : Antoine
- 1965 : The Patty Duke Show (en) : Mr. Honoré (saison 2, épisode 33)
- 1969 : The Survivors (en) (épisode 1)
- 1979 : 200 dollars plus les frais : Alain Florio (saison 6, épisodes 3 et 4)
- 1979 : Terreur à bord : Ferret (épisodes 1 à 3)
- 1983 : Des jours et des vies : monsieur Carré (épisode 4426)
- 1985 : Crazy Like a Fox (en) : le maître d'hôtel (saison 1, épisode 13)
- 1985 : Hôtel : l’œnologue (saison 2, épisode 23)
- 1985 : Robert Kennedy and His Times (en) : le général français (épisodes 1 à 3)
- 1986 : Dallas : monsieur Axelrod (saison 9, épisode 24)
- 1986 : Falcon Crest : le croupier (saison 5, épisode 18)
- 1986 : La Loi de Los Angeles : le serveur (saison 1, épisode 1)
- 1986 : Rick Hunter : le maître d'hôtel (saison 3, épisode 6)
- 1987 : Arabesque : le présentateur (saison 4, épisode 1)
- 1987 : Dallas : le maître d'hôtel (saison 10, épisodes 22 et 27)
- 1987 : Le Monde merveilleux de Disney : le maître d'hôtel (saison 31, épisode 22)
- 1988 : Star Trek : La Nouvelle Génération : Édouard (saison 1, épisode 23)
- 1989 : Columbo : le maître d'hôtel (saison 9, épisode 1)
- 1990 : Columbo : le maître d'hôtel (saison 9, épisode 4)
- 1990 : Les Feux de l'amour : le bijoutier (épisode 4460)
- 1992 : In Living Color (en) (saison 3, épisode 17)
- 1993 : Amour, gloire et beauté : Jean-Claude (épisode 1631)
- 1994 : Des jours et des vies : Jacques Marcel (épisodes 7436 et 7437)
- 1996 : Tracey Takes On... : Xander (saison 1, épisode 7)
- 1997 : Spécial OPS Force : l'ambassadeur Armand (saison 1, épisode 7)
- 1998 : Beyond Belief: Fact or Fiction (en) : Marcel Ducroix (saison 2, épisode 7)
- 1998 : Des jours et des vies : monsieur Lazare (épisodes 8367, 8368 et 8383)
- 2000 : Gilmore Girls : André (saison 1, épisode 5)

#### Téléfilms
- 1963 : Collin's and Co : Bob
- 2000 : American Tragedy (en) : le propriétaire

## Doublage et voix off[n 1]

### Films
- 1970 : Sierra torride : voix d'ambiance (Version originale)
- 1971 : Le Mans : voix d'ambiance (Version originale)
- 1998 : Ronin : voix d'ambiance (Version originale)
- 2006 : Une grande année : voix d'ambiance (Version originale)
- 2009 : (500) jours ensemble : le narrateur du film français (Versions originale et française)
- 2010 : Robin des Bois : voix d'ambiance (Version originale)
- 2015 : Vue sur mer : voix d'ambiance (Version originale)

### Films d'animation
- 2001 : Shrek : l'un des Merry Men (Version originale)
- 2006 : Alien Dinner Theatre : Armand
- 2007 : The Adventures of Cheburashka and Friends : Gena

### Jeux vidéo
- 1993 : Le Lièvre et la Tortue : une chèvre, la girafe (Version française)
- 1995 : The Beast Within: A Gabriel Knight Mystery : le commissaire Leber (Version française)
- 1996 : Dragor le Dragon : Dag, le musicien, le gobelin du marais (Version française)
- 1997 : Koala Lumpur : Voyage vers l'Abîme : Koala Lumpur, voix additionnelles (Version française)
- 1998 : Baldur's Gate : Elminster, Gorion, Tiax, Winthrop, Yeslick, une des voix du héros du jeu (Version française)
- 1998 : The Journeyman Project 3 : l'Héritage du Temps : un mendiant (Version française)
- 1998 : Sanitarium (Version française)

## Discographie

### Album
- 1964 : Because I Love You

### Singles et EP
- 1957 : Madame la lune
- 1957 : Mademoiselle Catherine
- 1958 : Djibouti
- 1958 : En allant couper des fleurs
- 1959 : Maman
- 1960 : Pour vous madame
- 1961 : Hi ha hi ha ho
- 1962 : Cœur gros brisé
- 1962 : Chanson pour Catherine
- 1962 : Excusez-moi si j'ai vingt ans
- 1964 : The Puppet
- 1966 : Once in a While
- 1967 : Goodbye, Goodbye, Colette
- 1977 : You, avec Farrah Fawcett
- 2015 : Noël de l'an dernier / Last Year on New Year's Eve

### Collaborations
- 1978 : Belle de jour, avec le groupe Saint Tropez

## Présentateur

### Télévision
- 1973 : The Sensuous Man